# یوجی اوکوما
یوجی اوکوما (انگلیسی: Yuji Okuma؛ زادهٔ ۱۹ ژانویهٔ ۱۹۶۹) بازیکن فوتبال اهل ژاپن است.
از باشگاه‌هایی که در آن بازی کرده‌است می‌توان به باشگاه فوتبال آویسپا فوکوئوکا و باشگاه فوتبال کاشیوا ریسول اشاره کرد.